# Johann Baptist Isenring

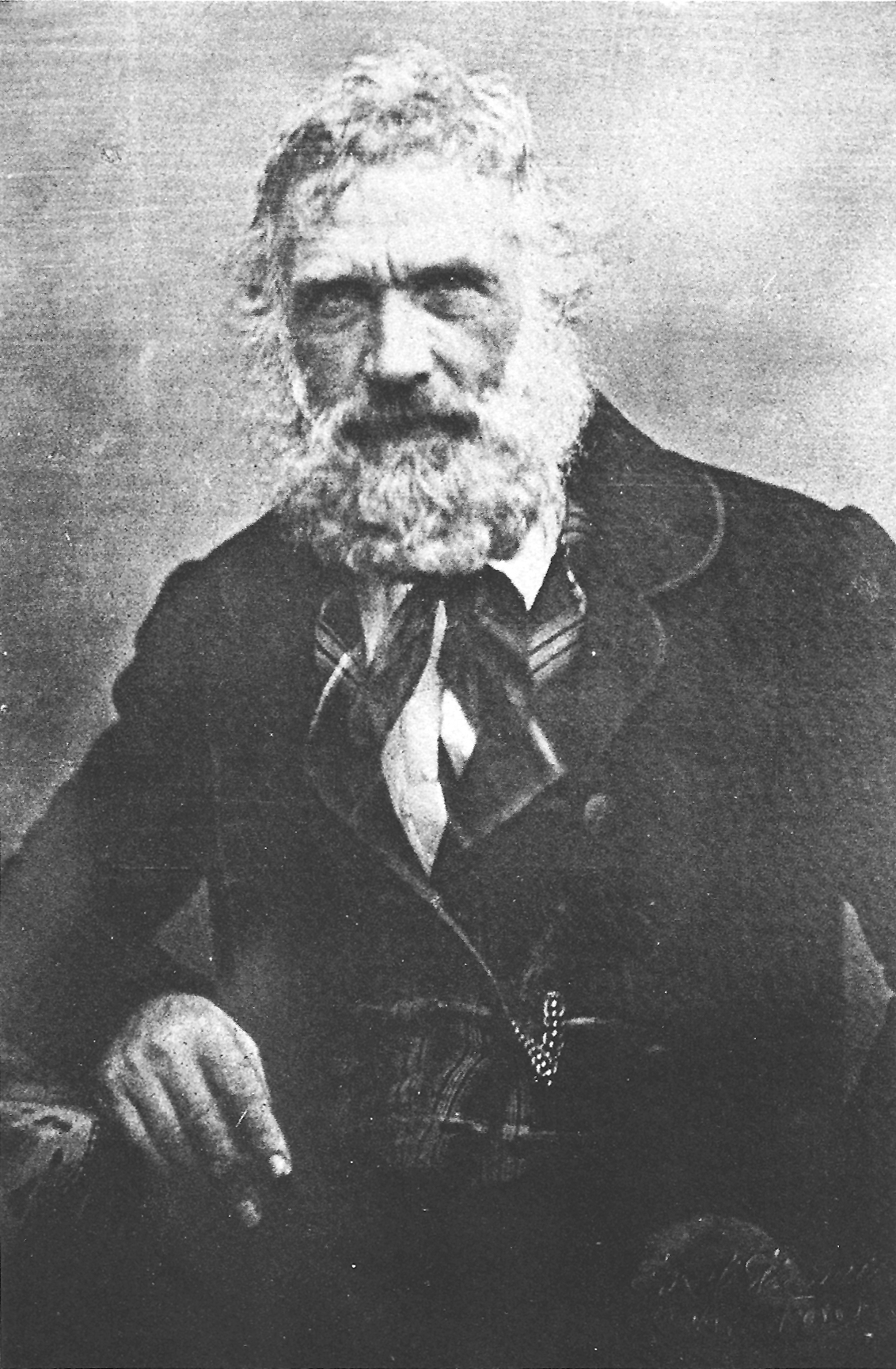
Selbstbildnis von Johann Baptist Isenring (Papierkopie einer Daguerreotypie, 1860er Jahre)

Johann Baptist Isenring (* 12. Mai 1796 in Lütisburg; † 9. April 1860 in St. Gallen) war ein Schweizer Landschaftsmaler, Drucker und der erste Daguerreotypist in der Schweiz.

## Leben und Wirken

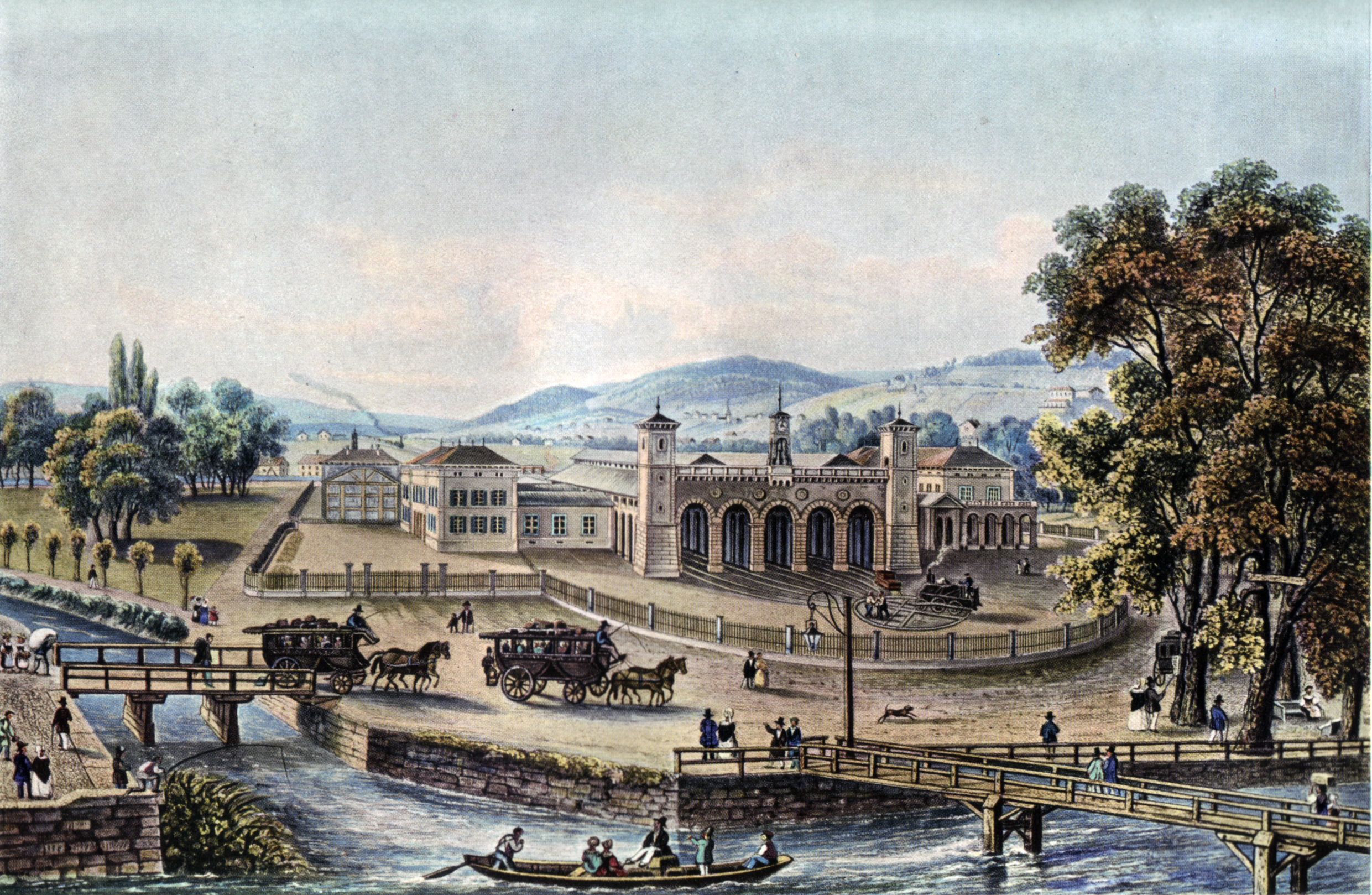
Bahnhof Zürich, 1847

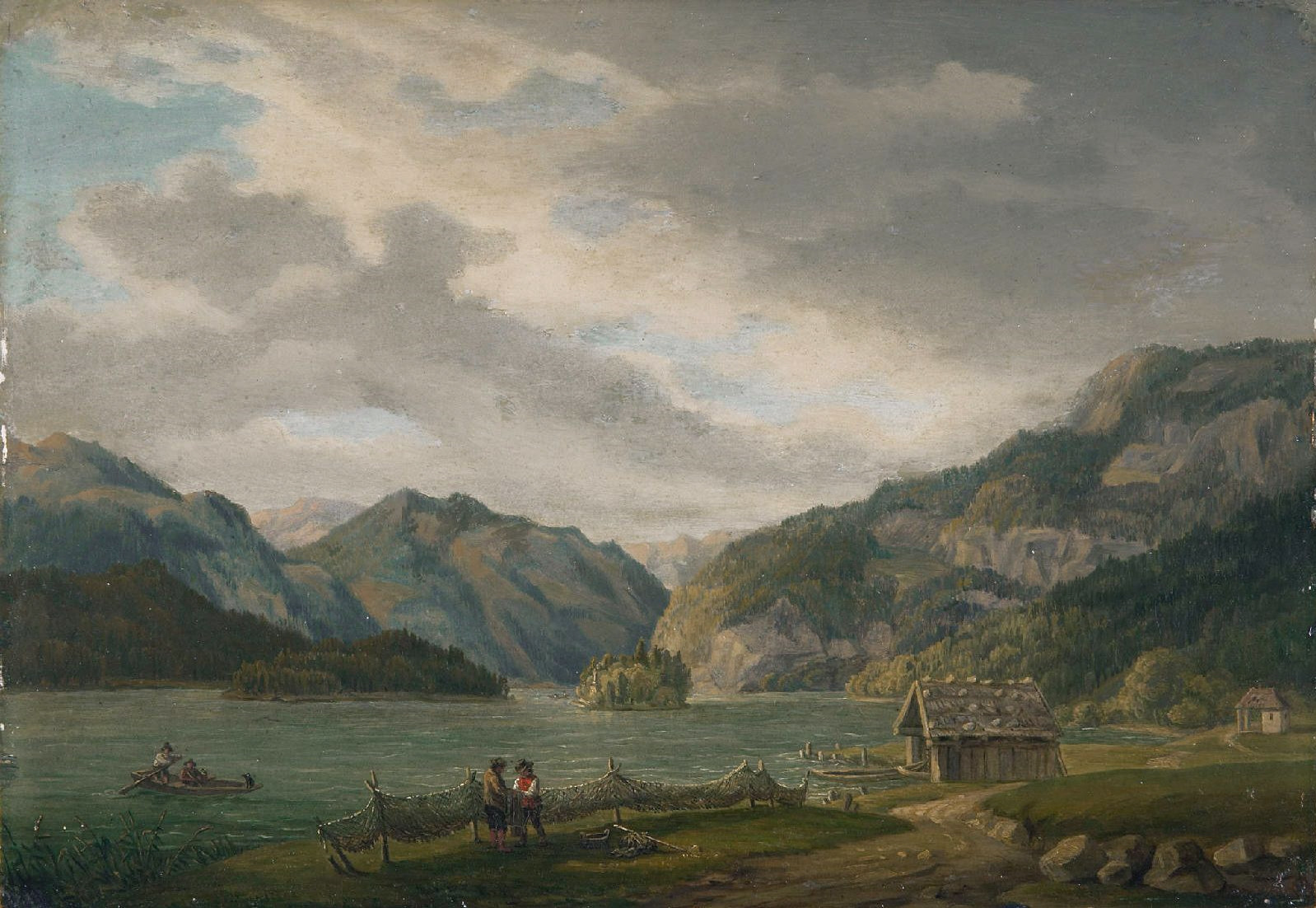
Johann Baptist Isenring: Der Königssee in Berchtesgaden, Öl auf Holz. 1823

Johann Baptist Isenring absolvierte eine Tischlerlehre in Zürich. Während seiner Wanderschaft nach Wien und München (1816–17) arbeitete er als Flachmaler und Vergolder. Durch ein Stipendium des Kantons St. Gallen konnte er 1820 an der Münchner Kunstakademie Landschaftsmalerei und Aquatinta studieren. 1823 kehrte er nach St. Gallen zurück und veröffentlichte 1825–27 im Selbstverlag die aus 20 Blättern bestehende Aquatintaserie Thurgegenden. Er eröffnete 1828 eine Kunsthandlung in St. Gallen und begann 1831 mit der Herausgabe seines grössten lithografischen Werkes, der Sammlung malerischer Ansichten der merkwürdigsten Städte und Flecken der Schweiz.
Als er 1839 von der Erfindung der Daguerreotypie hörte, bestellte er in Paris eine Kamera und wurde so zum ersten Schweizer Daguerreotypisten. Im August 1840 präsentierte er in seinem Atelier mit Stadtansichten, Gemäldereproduktionen und 38 Porträts die erste fotografische Ausstellung der Welt, für die er auch einen vierseitigen Katalog drucken liess. Die Ausstellung wurde anschliessend in Zürich, München, Augsburg, Wien und Stuttgart gezeigt. In München eröffnete er 1841 ein Atelier für Heliografie.
Im Jahr 1841 stellte er die ersten farbigen Daguerreotypien her, für die er eine Mischung aus Gummi arabicum und Pigmenten verwendete. Das eingefärbte Pulver wurde mit feinen Pinseln auf der empfindlichen Oberfläche der Daguerreotypie durch eine Wärmebehandlung fixiert. Das Resultat waren die ersten handkolorierten Fotografien. Er liess diese von ihm erfundene Koloriertechnik für Daguerreotypien in den USA patentieren. Den Erlös für die achtmonatige Abtretung der Rechte an diesem Verfahren investierte er in den Sonnenwagen, ein Fotoatelier auf Rädern mit eingebauter Dunkelkammer, das weltweit als erste derartige Einrichtung gilt.
Er war sich des Mankos bewusst, nur Einzelstücke herstellen zu können, und begann bereits 1841 mit Versuchen zur Vervielfältigung. Eine Möglichkeit bot die Installation von mehreren Kameras vor dem Objekt, wobei der Belichtungsvorgang kurz hintereinander ausgelöst wurde, wenn nur ein Fotograf die Apparatur bediente. Diese Methode war nicht nur verhältnismässig kostenintensiv, sondern durch die Position der Apparate neben- und übereinander stimmen die Ergebnisse nicht vollkommen überein.
1842–49 war er als Wanderfotograf in der Schweiz und in Süddeutschland unterwegs. Danach betätigte er sich hauptsächlich als Landschaftsmaler und Kupferstecher. Sein fotografisches Werk gilt bis auf wenige Ausnahmen als verloren.

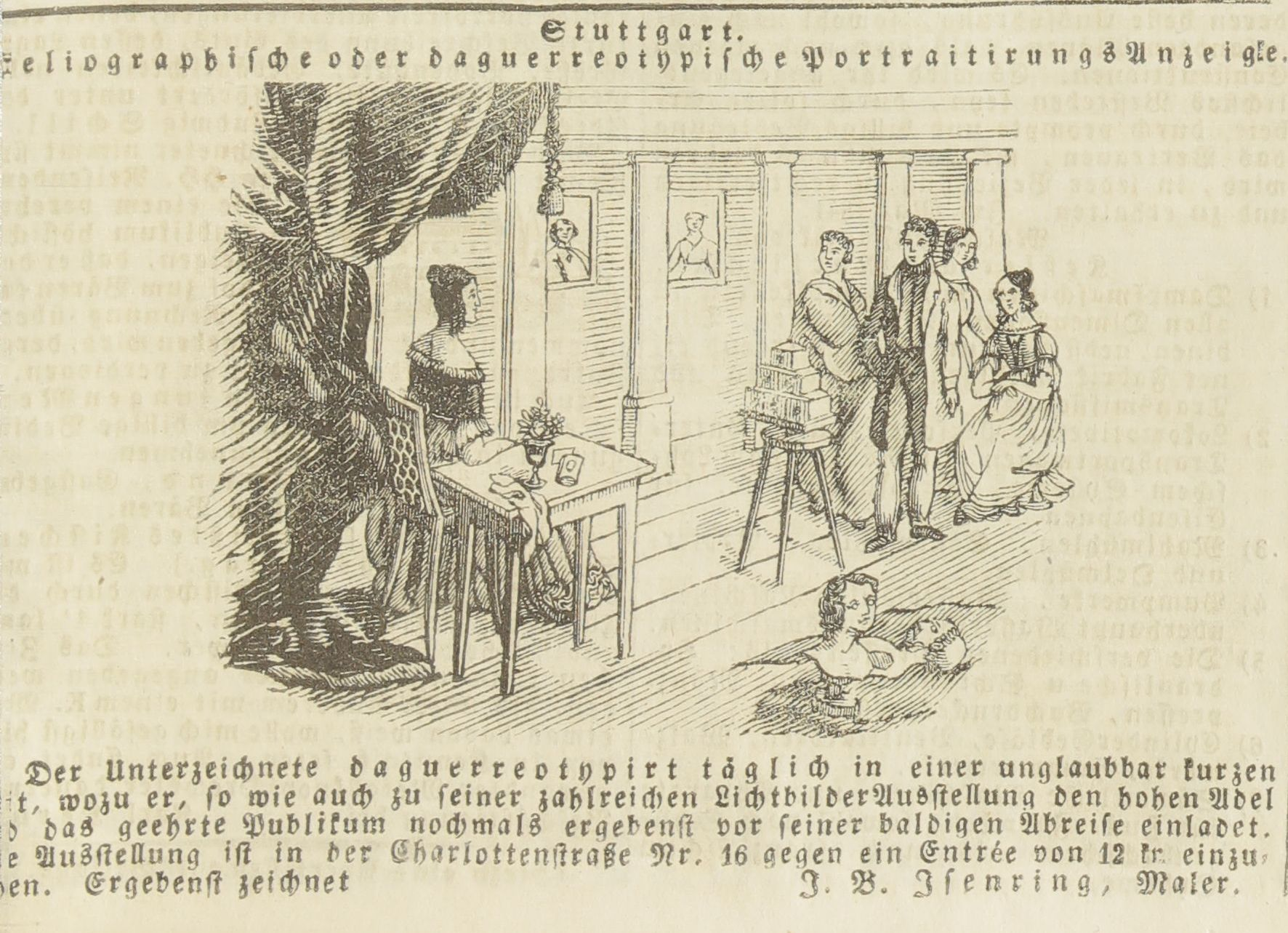
Verwendung von sechs Kameras im Atelier des Wanderdaguerreotypisten J. B. Isenring in Stuttgart, Anzeige in der Schwäbischen Chronik vom 31. Mai 1841

## Werke

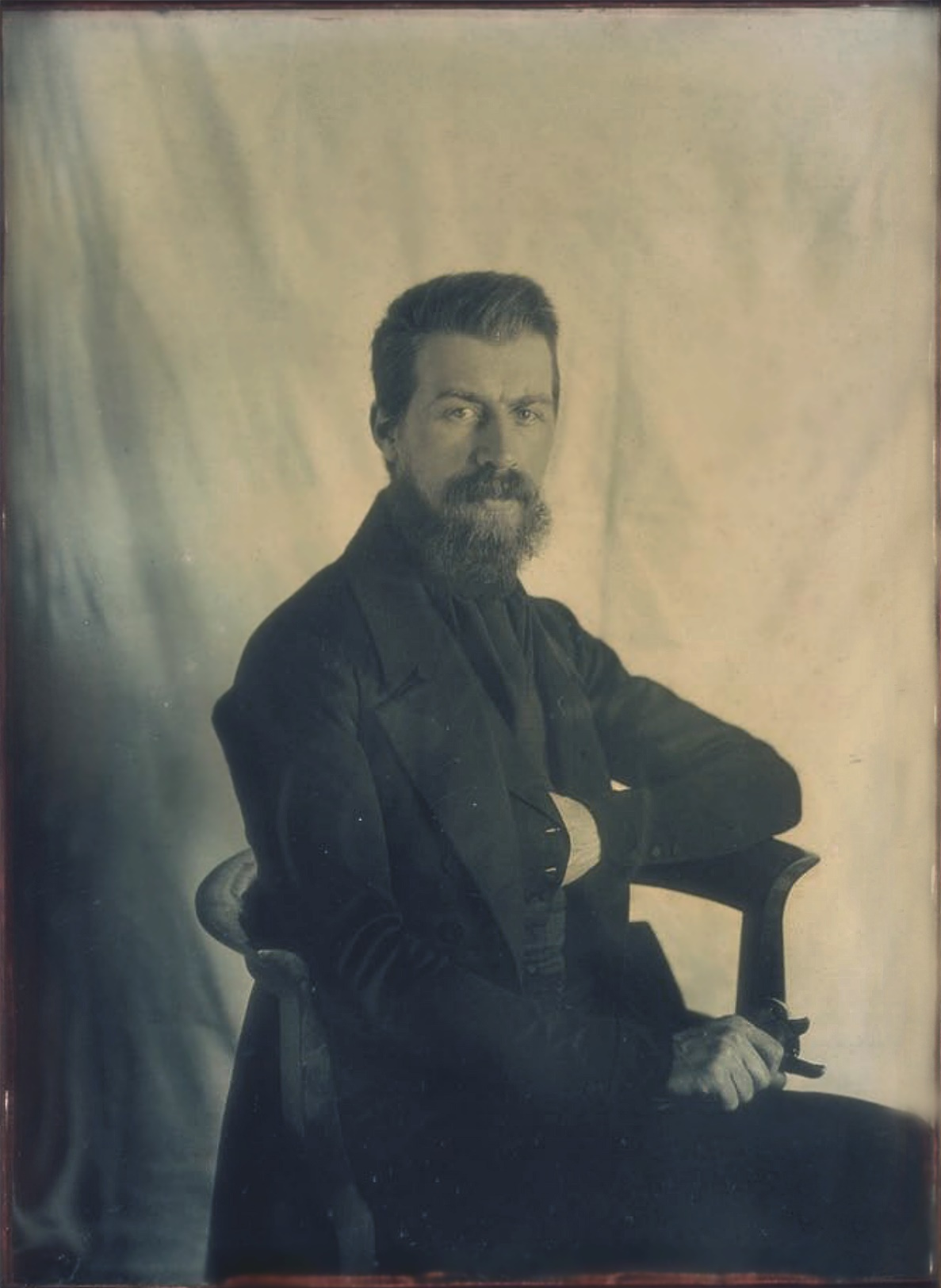
Peter Wilhelm Friedrich von Voigtländer (1812–1878), österreichischer Optiker und Fotopionier. Daguerreotypie von Johann Baptist Isenring um 1843 im Format 24,2 × 18,7 cm

- Thurgegenden. Eine Sammlung malerischer Landschaften an und in der Nähe der Thur. Mit naturhistorischen, geschichtlichen und geographischen Erklärungen und Bemerkungen. Lütisburg im Toggenburg 1825. Faksimile-Nachdruck: Appenzell: Paulus-Verlag 1985.
- Bern mit seinen merkwurdigsten Gebäuden. St. Gallen: J. B. Isenring ca. 1830. (Digitalisat).
- Ansichten aus dem Appenzellergebirge. Erinnerungen. Nach der Natur gezeichnet und hrsg. von J. B. Isenring. St. Gallen: J. B. Isenring ca. 1835. (Digitalisat).
- mit erläuterndem Text von Otto Henne: Malerische Ansichten der interessantesten Gegenden, Brücken und Hochbauten auf der St. Gallisch–Appenzellischen Eisenbahn. Gezeichnet und hrsg. von J. B. Isenring. St. Gallen 1856.
- Roland Wäspe (Redaktor): Johann Baptist Isenring 1796–1860. Druckgraphik. [Katalog]. St. Gallen: Buchhandlung am Rösslitor 1985.
- Es war einmal... schöne Schweizer Städte. Nach der Natur gezeichnet von J. B. Isenring. Text: Ebel-Richard. Genf: Slatkine 1987. ISBN 2051008620.